# شومبي ساياما
شومبي ساياما (باليابانية: 左山 晋平) (4 مايو 1987 في هيروشيما في اليابان – )؛ هو لاعب كرة قدم كان يلعب كمدافع.